# Анрі Море
Анрі Море (фр. Henry Moret; 12 грудня 1856, Шербур — 5 травня 1913, Париж) — французький художник-постімпресіоніст, член Понт-Авенської групи.
Народився в Шербурі 12 грудня 1856 року, син Луїзи Море, батько його невідомий. Проходив військову службу в Лор'яні, де відкрив собі південне узбережжя Бретані; там же, у Лор'яні, у вільний від служби час почав брати уроки у місцевого художника Ернеста Корольєра. Залишивши армію в 1876 році, Море вступив до Школи образотворчих мистецтв у Парижі, був прийнятий до класу Жана-Леона Жерома та Жана-Поля Лорана; потім продовжив навчання в Академії Жюліана.
Першу свою велику роботу, пейзаж «Пляж Локельтаз під час відливу», Море виставив у Паризькому салоні 1880 року. Під час салону він познайомився з художником Маріусом Гурдо, який примикав до групи імпресіоністів. Гурдо допоміг йому виставитися у Салоні французьких художників 1881 року, а 1884 року — у Салоні незалежних.
У 1888 році у Бретані Море знайомиться з Полем Гогеном і Емілем Бернаром і стає одним з учасників Понт-Авенської групи. Незабаром Море укладає контракт із Полем Дюран-Рюелем, який із цього часу стає його основним продавцем картин. 1898 року Дюран-Рюель проводить у Парижі першу персональну виставку Море. Загалом через галерею Дюран-Рюеля пройшло близько 800 картин Море.
Помер 5 травня 1913 року у Парижі.
Основним мотивом у творчості Море було зображення прибережних краєвидів Бретані. Один з таких пейзажів — «Пор-Манеш» — став першою картиною, купленою російським промисловцем С. І. Щукіним, і тим самим ліг в основу його колекції; нині ця картина перебуває у колекції Ермітажу.
Історик постімпресіонізму Джон Ревалд, перераховуючи учасників групи, писав про художника: «Мовчазний Море, котрий любив більше слухати, ніж говорити». Російський мистецтвознавець Н. Ю. Семенова зазначала, що Анрі Море у своїй мальовничій манері зазнав сильний вплив Клода Моне. Головний науковий співробітник Відділу західноєвропейського образотворчого мистецтва Державного Ермітажу А. Г. Костеневич також вважав, що Море, який "пробував скористатися кольоровими спрощеннями Гогена… все-таки більше орієнтувався на Клода Моне і врешті-решт виробив таку манеру, в якій любов до широких кольорів поєднувалася з живою трепетною фактурою ".